# Stone County (Arkansas)
Stone County is een county in de Amerikaanse staat Arkansas.
De county heeft een landoppervlakte van 1.571 km² en telt 11.499 inwoners (volkstelling 2000). De hoofdplaats is Mountain View.

## Bevolkingsontwikkeling

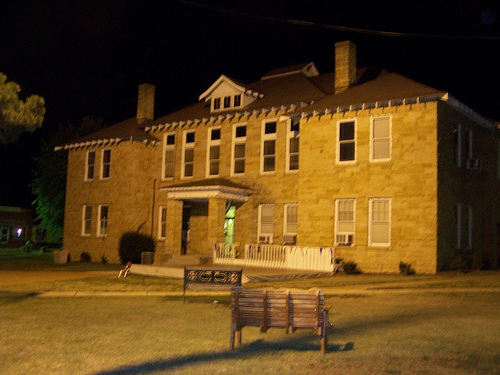
Stone County Courthouse